# Sublimity
Sublimity és una població dels Estats Units a l'estat d'Oregon. Segons el cens del 2000 tenia 2.148 habitants.

## Demografia
Segons el cens del 2000, Sublimity tenia 2.148 habitants, 686 habitatges, i 509 famílies. La densitat de població era de 873 habitants per km².
Dels 686 habitatges en un 36,2% hi vivien nens de menys de 18 anys, en un 65,6% hi vivien parelles casades, en un 6,6% dones solteres, i en un 25,7% no eren unitats familiars. En el 22% dels habitatges hi vivien persones soles el 13,7% de les quals corresponia a persones de 65 anys o més que vivien soles. El nombre mitjà de persones vivint en cada habitatge era de 2,67 i el nombre mitjà de persones que vivien en cada família era de 3,14.
Per edats la població es repartia de la següent manera: un 24,3% tenia menys de 18 anys, un 5,4% entre 18 i 24, un 22,2% entre 25 i 44, un 18,7% de 45 a 60 i un 29,3% 65 anys o més.
L'edat mediana era de 43 anys. Per cada 100 dones de 18 o més anys hi havia 75,5 homes.
Entorn del 4,9% de les famílies i el 7,5% de la població estaven per davall del llindar de pobresa.

## Poblacions més properes
El següent diagrama mostra les poblacions més properes.